# Burtina
Burtina là một chi bướm đêm thuộc họ Geometridae.

## Các loài
- Burtina atribasalis (Warren, 1899)
- Burtina continua Walker, [1865]